# Хоус, Чарльз
Чарльз Бордмен Хоус (англ. Charles Boardman Hawes, 1889—1923) — американский писатель.

## Биография
Чарльз Хоус был старшим сыном Чарльза Тейлора Хоуса и Марты Тиббетс Бордман. В 1911 году окончил Боудин-колледж в городе Брансуик, штат Мэн, где он был редактором студенческой газеты. Впоследствии Хоус год учился в Гарвардском университете, будучи штатным сотрудником детского журнала Youth's Companion, после чего был членом редколлегии журнала Открытый путь до своей смерти в 1923.
В 1916 году Чарльз Хоус женился на Дороти Кэбль из Нортгемптона, штат Массачусетс, младшей дочери писателя Джорджа Кэбля. В браке у них было двое детей.
Первой книгой Хоуса был приключенческий роман «Мятежники» (англ. The Mutineers: a tale of old days at sea and of adventures in the Far East as Benjamin Lathrop set it down some sixty years ago), опубликованный издательствами Atlantic Monthly Press и Little, Brown and Company в 1920 году. Его вторая книга, «Большие приключения» (англ. The Great Quest; a romance of 1826, wherein are recorded the experiences of Josiah Woods of Topham, and of those others with whom he sailed for Cuba and the Gulf of Guinea), изданная в 1921, была выдвинута в 1922 на соискание только что учреждённой медали Ньюбери, первой американской награды за книги для детей.
Чарльз Хоус внезапно умер от лёгочного менингита в городе Спрингфилд, штат Массачусетс, 16 июля 1923 года в возрасте 34 лет, за два дня до публикации его следующего романа «Глостер, с земли и моря» (англ. Gloucester, by Land and Sea).
Хоус при жизни успел завершить рукопись романа «Чёрный фрегат» (англ. The Dark Frigate), посвящённого приключениям Филипа Моршана, английского моряка XVII века. Роман быстро стал бестселлером и был удостоен медали Ньюбери, американские детские библиотекари называли Хоуса «автором самого выдающегося вклада в американскую детскую литературу».
Две статьи Хоуса были посмертно опубликованы в журнале Atlantic Monthly. Вдова Хоуса Дороти завершила ещё одну его книгу — «Китобои» (англ. Whaling), опубликованную в 1924 году.

## Публикации
- The Mutineers: a tale of old days at sea and of adventures in the Far East as Benjamin Lathrop set it down some sixty years ago (Atlantic Monthly Press, 1920), illustrated by George Edmund Varian (Little, Brown, 1919 или 1920)
- The Great Quest; a romance of 1826, wherein are recorded the experiences of Josiah Woods of Topham, and of those others with whom he sailed for Cuba and the Gulf of Guinea (Atlantic Monthly Press, 1921) (Little, Brown, 1921)
- Gloucester, by Land and Sea; the story of a New England seacoast town (Little, Brown, July 1923), с иллюстрациями Л.Хорнби — опубликована через 2 дня после смерти Ч.Хэйеса[2]
- The Dark Frigate; (Atlantic Monthly Press, October 1923)(Little, Brown, 1923)
- «The Story of the Ship „Globe“ of Nantucket», Atlantic Monthly (December 1923): 769-79
- «A Boy Who Went Whaling», Atlantic Monthly 133:6 (June 1924): 797—805
- Whaling (Doubleday, Page, 1924) — завершено вдовой Ч.Хоуса после смерти автора.